# MBC庆南
MBC庆南（朝鲜语：MBC경남；英语：MBC Gyeongnam Broadcasting Corporation）是位于韩国庆尚南道的文化广播（MBC）的放送局。

## 所在地
本社・晋州总部
- 大韩民国52817慶尚南道晋州市加虎路13

昌原总部
- 大韩民国51322慶尚南道昌原市馬山会原区陽德2洞525-1

首尔支社
国会议事堂记者室（借用）

## 概况
MBC庆南的前身是晋州文化广播和昌原文化广播。在2011年8月8日，韩国广播通信委员会批准了二者的合并。最终在2011年9月1日，二者经过重组，组成了新的放送局，即现在的MBC庆南。

## 海外联盟放送局
- 日本山口放送
- 中国山东电视台